# Scrotifera
Scrotifera — клада ссавців інфракласу плацентарних (Eutheria). Клада створена на основі філогенічних та генетичних досліджень. Включає сучасні ряди рукокрилих, хижих, панголіноподібних, непарнокопитних і китопарнокопитних та їхніх спільних предків. До групи включаються всі лавразіотерії, за винятком комахоїдних. Передбачається, що останній спільний предок Scrotifera існував у пізній крейді в період між 73,1 та 85,5 мільйонами років тому.

## Назва
Назва походить від слова scrotum («мошонка») — мішечок, в якому розташовані яєчка дорослих самців. Усі члени групи мають постпенільну мошонку, яка часто розташована на видному місці, за винятком деяких водних форм та панголінів (який має сім'яники під шкірою). Крім Scrotifera, мошонка є лише у приматів.

## Класифікація

### Філогенія
|  | Pholidota (панголіни)                              |
|  |                                                    |
|  | Carnivora (коти, гієни, пси, ведмеді, тюлені, ін.) |
|  |                                                    |

|  | Perissodactyla (коні, тапіри, носороги)                    |
|  |                                                            |
|  | Artiodactyla (верблюди, свині, жуйні, бегемоти, кити, ін.) |
|  |                                                            |

|  | Pholidota (панголіни)                              |
|  |                                                    |
|  | Carnivora (коти, гієни, пси, ведмеді, тюлені, ін.) |
|  |                                                    |

|  | Perissodactyla (коні, тапіри, носороги)                    |
|  |                                                            |
|  | Artiodactyla (верблюди, свині, жуйні, бегемоти, кити, ін.) |
|  |                                                            |

|  | Pholidota (панголіни)                              |
|  |                                                    |
|  | Carnivora (коти, гієни, пси, ведмеді, тюлені, ін.) |
|  |                                                    |

|  | Perissodactyla (коні, тапіри, носороги)                    |
|  |                                                            |
|  | Artiodactyla (верблюди, свині, жуйні, бегемоти, кити, ін.) |
|  |                                                            |

|  | Pholidota (панголіни)                              |
|  |                                                    |
|  | Carnivora (коти, гієни, пси, ведмеді, тюлені, ін.) |
|  |                                                    |

|  | Perissodactyla (коні, тапіри, носороги)                    |
|  |                                                            |
|  | Artiodactyla (верблюди, свині, жуйні, бегемоти, кити, ін.) |
|  |                                                            |

|  | Pholidota (панголіни)                              |
|  |                                                    |
|  | Carnivora (коти, гієни, пси, ведмеді, тюлені, ін.) |
|  |                                                    |

|  | Perissodactyla (коні, тапіри, носороги)                    |
|  |                                                            |
|  | Artiodactyla (верблюди, свині, жуйні, бегемоти, кити, ін.) |
|  |                                                            |

|  | Pholidota (панголіни)                              |
|  |                                                    |
|  | Carnivora (коти, гієни, пси, ведмеді, тюлені, ін.) |
|  |                                                    |

|  | Perissodactyla (коні, тапіри, носороги)                    |
|  |                                                            |
|  | Artiodactyla (верблюди, свині, жуйні, бегемоти, кити, ін.) |
|  |                                                            |

|  | Pholidota (панголіни)                              |
|  |                                                    |
|  | Carnivora (коти, гієни, пси, ведмеді, тюлені, ін.) |
|  |                                                    |

|  | Perissodactyla (коні, тапіри, носороги)                    |
|  |                                                            |
|  | Artiodactyla (верблюди, свині, жуйні, бегемоти, кити, ін.) |
|  |                                                            |

|  | Pholidota (панголіни)                              |
|  |                                                    |
|  | Carnivora (коти, гієни, пси, ведмеді, тюлені, ін.) |
|  |                                                    |

|  | Perissodactyla (коні, тапіри, носороги)                    |
|  |                                                            |
|  | Artiodactyla (верблюди, свині, жуйні, бегемоти, кити, ін.) |
|  |                                                            |

|  | Pholidota (панголіни)                              |
|  |                                                    |
|  | Carnivora (коти, гієни, пси, ведмеді, тюлені, ін.) |
|  |                                                    |

|  | Perissodactyla (коні, тапіри, носороги)                    |
|  |                                                            |
|  | Artiodactyla (верблюди, свині, жуйні, бегемоти, кити, ін.) |
|  |                                                            |

|  | Pholidota (панголіни)                              |
|  |                                                    |
|  | Carnivora (коти, гієни, пси, ведмеді, тюлені, ін.) |
|  |                                                    |

|  | Perissodactyla (коні, тапіри, носороги)                    |
|  |                                                            |
|  | Artiodactyla (верблюди, свині, жуйні, бегемоти, кити, ін.) |
|  |                                                            |

|  | Pholidota (панголіни)                              |
|  |                                                    |
|  | Carnivora (коти, гієни, пси, ведмеді, тюлені, ін.) |
|  |                                                    |

|  | Perissodactyla (коні, тапіри, носороги)                    |
|  |                                                            |
|  | Artiodactyla (верблюди, свині, жуйні, бегемоти, кити, ін.) |
|  |                                                            |

|  | Pholidota (панголіни)                              |
|  |                                                    |
|  | Carnivora (коти, гієни, пси, ведмеді, тюлені, ін.) |
|  |                                                    |

|  | Perissodactyla (коні, тапіри, носороги)                    |
|  |                                                            |
|  | Artiodactyla (верблюди, свині, жуйні, бегемоти, кити, ін.) |
|  |                                                            |

|  | Pholidota (панголіни)                              |
|  |                                                    |
|  | Carnivora (коти, гієни, пси, ведмеді, тюлені, ін.) |
|  |                                                    |

|  | Perissodactyla (коні, тапіри, носороги)                    |
|  |                                                            |
|  | Artiodactyla (верблюди, свині, жуйні, бегемоти, кити, ін.) |
|  |                                                            |

|  | Pholidota (панголіни)                              |
|  |                                                    |
|  | Carnivora (коти, гієни, пси, ведмеді, тюлені, ін.) |
|  |                                                    |

|  | Perissodactyla (коні, тапіри, носороги)                    |
|  |                                                            |
|  | Artiodactyla (верблюди, свині, жуйні, бегемоти, кити, ін.) |
|  |                                                            |

|  | Pholidota (панголіни)                              |
|  |                                                    |
|  | Carnivora (коти, гієни, пси, ведмеді, тюлені, ін.) |
|  |                                                    |

|  | Perissodactyla (коні, тапіри, носороги)                    |
|  |                                                            |
|  | Artiodactyla (верблюди, свині, жуйні, бегемоти, кити, ін.) |
|  |                                                            |

|  | Pholidota (панголіни)                              |
|  |                                                    |
|  | Carnivora (коти, гієни, пси, ведмеді, тюлені, ін.) |
|  |                                                    |

|  | Perissodactyla (коні, тапіри, носороги)                    |
|  |                                                            |
|  | Artiodactyla (верблюди, свині, жуйні, бегемоти, кити, ін.) |
|  |                                                            |